# Stephanorhinus kirchbergensis
Stephanorhinus kirchbergensis або носоріг Мерка — викопний вид носорогів, що належав до роду Stephanorhinus, з середнього до пізнього плейстоцену Євразії. Його ареал охоплював від Західної Європи до Східної Азії. Серед останніх представників роду він співіснував разом із Stephanorhinus hemitoechus (вузьконосий або степовий носоріг) у західній частині ареалу.

## Опис
Stephanorhinus kirchbergensis був великим носорогом, особливо великий екземпляр з Польщі досягав орієнтовної висоти в холці 1,82 метра. Кістки скелета міцні й масивні. Череп витягнутий, носова перегородка окостеніла лише до його переднього (переднього) кінця. Симфіз нижньої щелепи відносно довгий, і нижня щелепа має горизонтальну високу товсту гілку.

## Поширення

Приблизний усереднений за часом ареал S. kirchbergensis (червоним) і S. hemitoechus (синім), з перетинанням ареалів фіолетовим

Його ареал охоплює від Європи до Східної Азії, але, здається, відсутній на Піренейському півострові. Він був переважно присутній в Європі в міжльодовикові періоди, де він становив частину угруповання Palaeoloxodon antiquus, де зустрічався поряд зі слоном з прямим бивнем (Palaeoloxodon antquus), вузьконосим носорогом (Stephanorhinus hemitoechus) і бегемотом (Hippopotamus amphibius). Передбачається, що він віддавав перевагу закритим лісам і лісовим середовищам існування, на відміну від відкритих галявин, яким віддає перевагу S. hemitoechus. Його ареал сягав Північного полярного кола з черепом віком 70—48 000 років, відомим з арктичної Якутії в долині річки Чондон і нижньою щелепою пізнього середнього плейстоцену з долини річки Яна. Зуби відомі з печер у Приморському краї, припускають, що вони датуються між 50 000 і 25 000 років тому на основі дат інших кісток, знайдених у родовищі, які є найсхіднішими відомими записами разом із записами середнього плейстоцену західної Японії. Зуб S. cf. kirchbergensis невідомого віку відомий з пустелі Лут у східному Ірані.

Діаграма черепа з Росії

Він досить поширений протягом плейстоцену в Північному Китаї, але є більш рідкісним компонентом південнокитайських угруповань, відомий приблизно з 30 місць у регіоні. Антуан (2012) стверджує, що D. choukoutienensis, D. lantianensis, D. yunchuchenensis є місцевими назвами таксона без уточнення. Його ареал значною мірою контролювався льодовиковими циклами, при цьому види відчували повторювані цикли розширення та звуження в міру просування льодовикових щитів, це пояснює відносну рідкість його останків порівняно з шерстистим носорогом. Протягом останнього льодовикового періоду ареал виду значно скоротився, причому наймолодші записи в Італії були на стадії морських ізотопів (MIS) 4 і 3. Радіовуглецеве датування залишається з Алтаю приблизно 40 000 років тому. Наймолодші достовірні записи в Китаї походять з Печери носорога в Хубеї, вік якої відноситься до раннього пізнього плейстоцену. Хоча менш чіткі останки відомі поблизу Харбіна в Хейлунцзяні, вік яких вважається 20 тисяч. Припускають, що записи з печери Мігонг на південь від річки Янцзи в районі Трьох ущелин датуються MIS 2 (29 000—14 000 років тому).

## Дієта

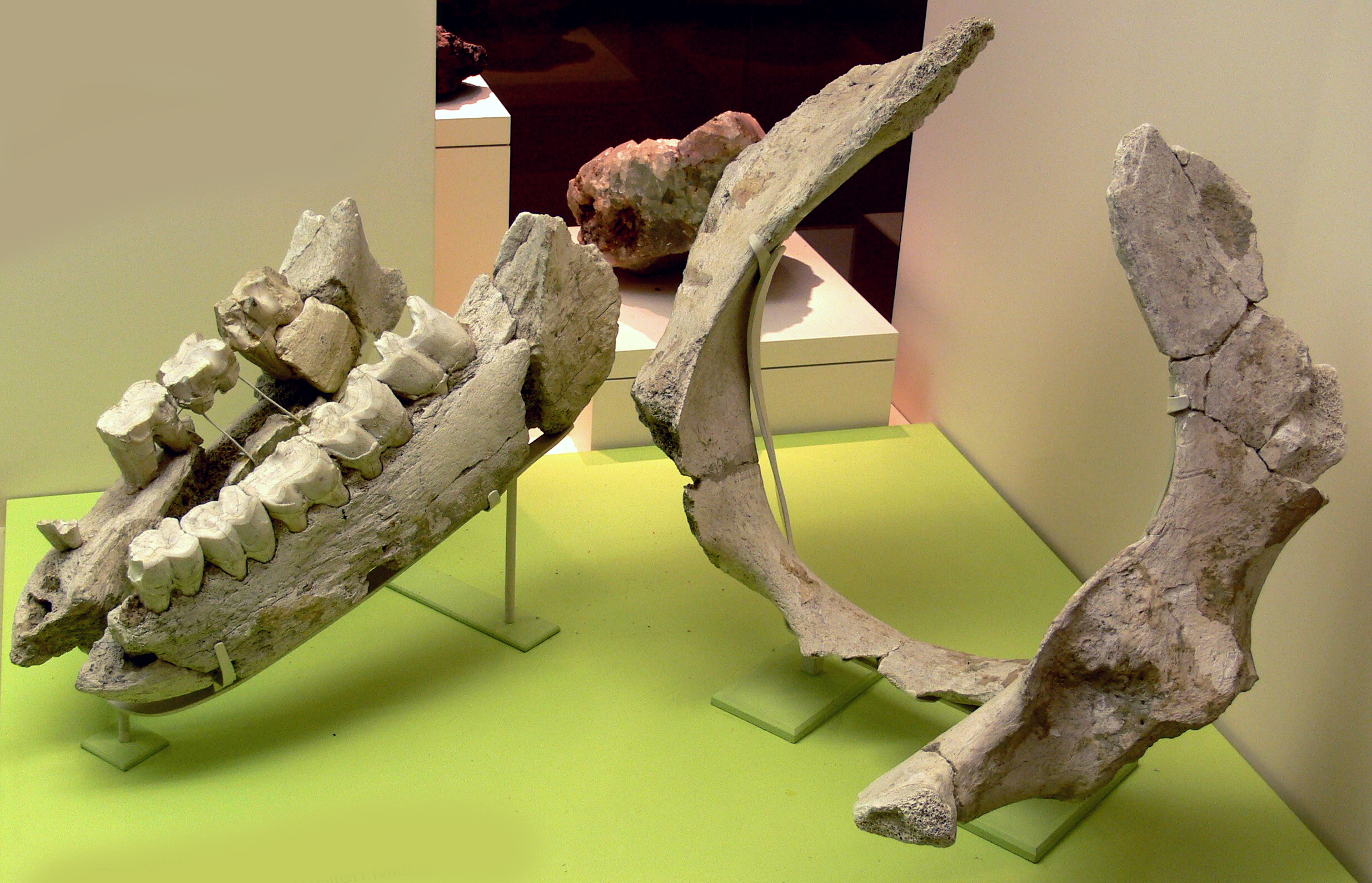
Рештки носорога Мерка з Німеччини

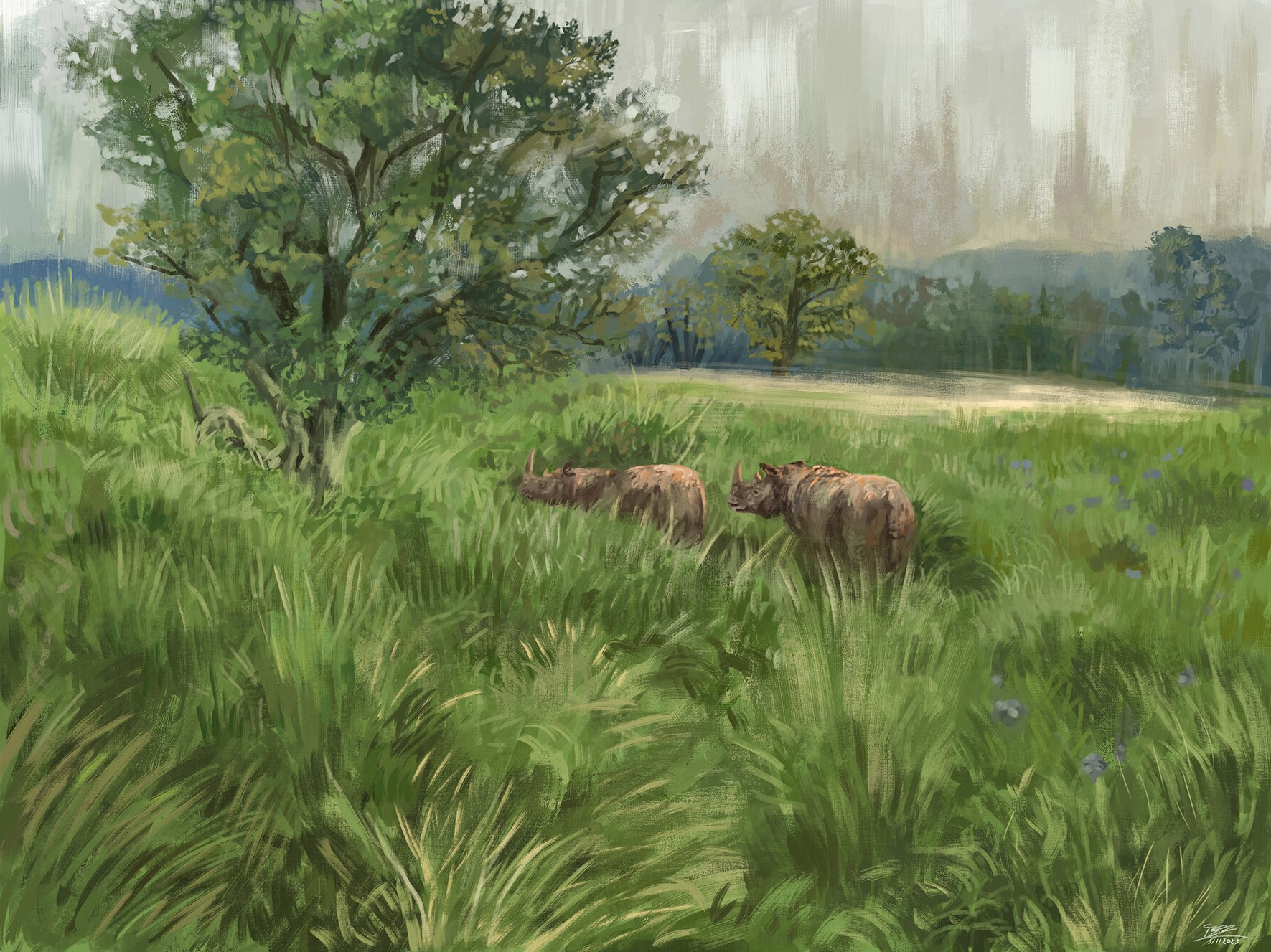
Реконструкція двох S. kirchbergensis у відкритому лісовому ландшафті з дубами у часи еємського міжльодовикового періоду в Європі

Цей носоріг споживав як гілки та листки дерев і кущів, так і низинну рослинність. Його дієта, здається, змінювалася залежно від місцевих умов. Аналіз рослинного матеріалу, вбудованого в зуби з місцевості Ноймарк-Норд у Німеччині, виявив залишки Populus (тополя або осика), Quercus (дуб), Crataegus (глід), Pyracantha, Urtica (кропива) і Nymphaea (латаття), а також невизначені рештки Betulaceae, Rosaceae і Poaceae. Збережені залишки рослин, знайдені разом із зубами на черепі арктичних хондонів, включали гілочки Salix (верби), Betula (берези) і рясні Larix (модрини), а також фрагменти Ericaceae (верес); осоки помітно були відсутні. Зразок із відкладень еємського інтергляціалу в Гожуві-Велькопольському в Польщі містив гілочки Corylus (ліщини), Carpinus (граба) і Viscum (омели), поряд із плодовими лусками берези, де ліщина та береза домінували серед пилку. У пилку зразка, знайденого в Спінадеско в Італії, переважали (~50 %) дерева, зокрема Alnus (вільха) і Fagus (бук), з Hippophae rhamnoides (обліпиха), панівним серед кущів, з приблизно 30 % пилку від різних трав'янистих рослин.

## Експлуатація людиною
На кістках S. kirchbergensis зі стоянки Гуадо-Сан-Нікола в центральній Італії відомі порізи, які датуються пізнім середнім плейстоценом, приблизно 400—345 000 років тому. Рештки S. kirchbergensis із порізами також були знайдені в місцевості Меджибож на заході України, датовані MIS 11, приблизно 425—375 000 років тому. На травертиновому місці Таубах у Тюрінгії, Німеччина, яке датується еємським інтергляціалам (приблизно 130 000—115 000 років тому), відомі численні залишки носорога з порізами. Переважна більшість останків були молодими недорослими особинами, поряд зі значно меншою кількістю дорослих. Є припущення, що носороги були вбиті та вирізані на місці неандертальцями.